# Encastament

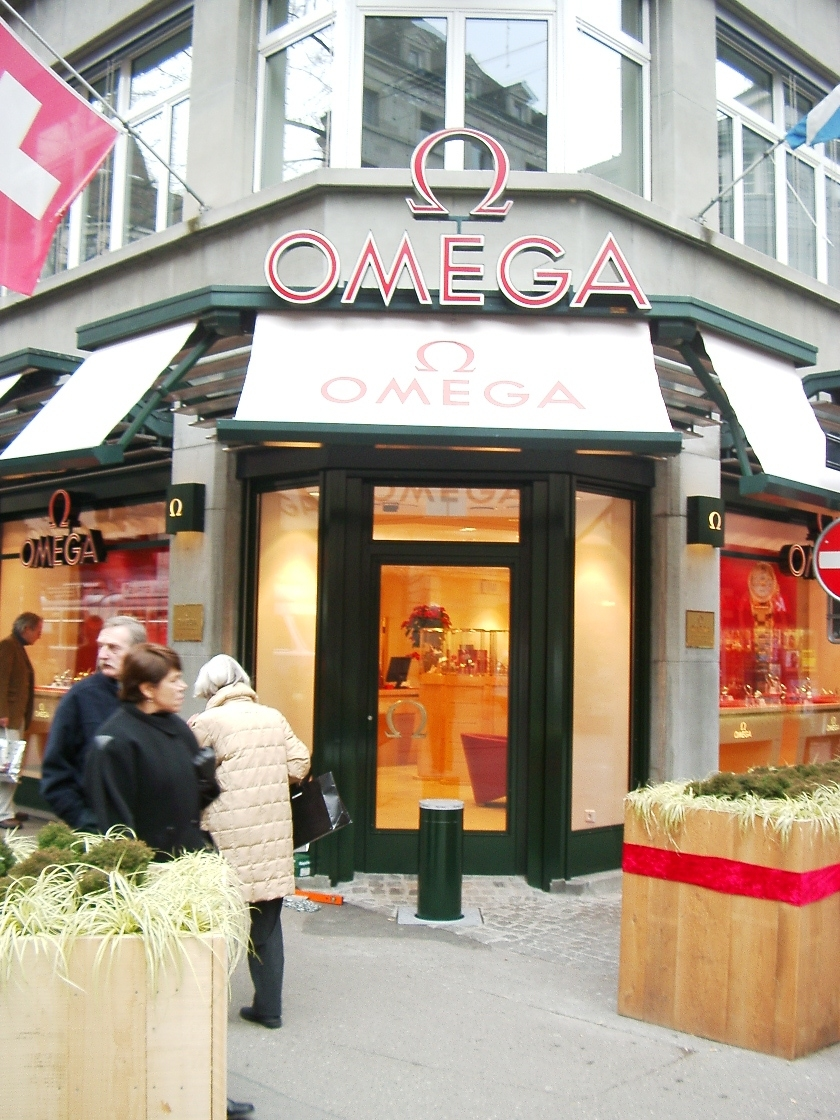
Piló per evitar encastaments.

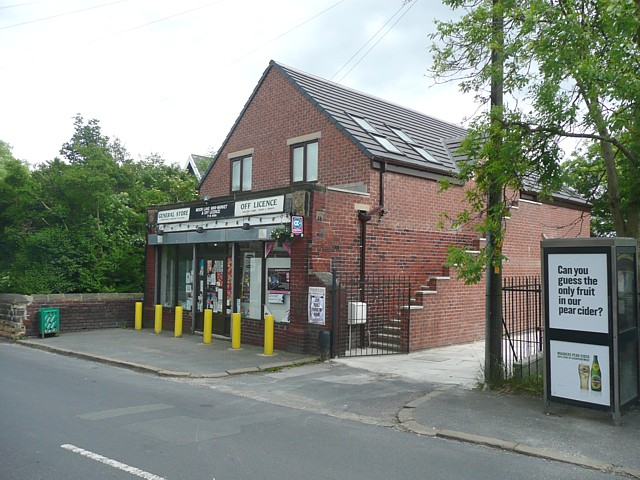
Pilons (en groc) com a protecció contra els encastaments davant una botiga a Anglaterra

Un encastament o tècnicament vehicle-ariet és l'acció d'envestir amb un automòbil (generalment robat) la porta o la façana d'un establiment amb la finalitat de fer-la caure per penetrar-hi i finalment cometre-hi algun tipus de robatori, o fins i tot un atracament. Sovint es realitza contra els punts més fràgils d'una façana, tals com els aparadors i les portes de vidre. Amb la finalitat de protegir-se contra quest tipus d'acció, es posen dispositius anti-encastament davant els edificis: generalment blocs de formigó, o pilons, és a dir, columnes de protecció, a vegades de grans dimensions.

## Descripció
L'encastament es comet normalment contra comerços. La tècnica habitual consisteix a esperar que el comerç estigui tancat i buit. En aquest moment s'utilitza un automòbil, que es llança directament contra la porta o l'aparador del comerç (normalment de vidre). Una vegada destrossada l'entrada del comerç, els delinqüents roben tot el que poden en poc temps, de vegades un caixer automàtic sencer, tractant d'escapar abans que es presenti la policia.
Les víctimes més habituals d'aquest tipus de robatori solen ser les joieries, atès que el delinqüent busca poder agafar objectes de bastant valor en poc temps. Per la seva banda, els comerços intenten defensar-se mitjançant la sol·licitud als ajuntaments perquè col·loquin blocs de formigó o pilons de metall a l'entrada dels seus comerços, amb la finalitat d'impedir que un cotxe pugui xocar contra la seva façana. Atès que l'automòbil sol ser robat, el delinqüent comet en aquest cas dos delictes: el robatori del comerç i el de l'automòbil.